# Idia (bướm đêm)
Idia là một chi bướm đêm thuộc họ Noctuidae.

## Các loài[2]
- Idia aemula Hübner, 1813
- Idia americalis Guenée, 1854
- Idia calvaria Denis & Schiffermüller, 1775
- Idia denticulalis (Harvey, 1875)
- Idia diminuendis Barnes & McDunnough, 1918
- Idia forbesi French, 1894
- Idia gopheri J. B. Smith, 1899
- Idia immaculalis (Hulst, 1886)
- Idia julia Barnes & McDunnough, 1918
- Idia laurenti J. B. Smith, 1893
- Idia lubricalis Geyer, 1832
- Idia majoralis J. B. Smith, 1895
- Idia occidentalis (Smith, 1884)
- Idia parvulalis Barnes & McDunnough, 1911
- Idia rotundalisWalker, 1866
- Idia scobialis Grote, 1880
- Idia suffusalis J. B. Smith, 1899
- Idia terrebralis Barnes & McDunnough, 1912

## Unpublished species
- Idia concisa Forbes, 1954, hoặc Idia sp. nr. aemula